# Jean-Baptiste Dubourdieu
Jean Baptiste Dubourdieu ou Jean Dubourdieu, né en 1785 et mort le 1er août 1864 à Bordeaux, est un artiste peintre, professeur à l'École des Beaux-Arts de Bordeaux.
Il fut l'élève de Pierre Lacour et lauréat de l'école de peinture de Bordeaux en 1814. Contrairement à ses contemporains Jean Alaux, Julien-Michel Gué, Raymond Quinsac Monvoisin, qui partirent faire carrière à Paris, lui resta à Bordeaux en raison d'événements familiaux. Il se consacra au professorat, notamment en tant que professeur adjoint à l'école municipale de Bordeaux. Il fut l’un des premiers maîtres de Jacques Raymond Brascassat,.